# 強烈熱帶風暴泰利 (2012年)
| 太平洋颱風季             |
| 主題頁 - 專題 - 編輯指南 |

強烈熱帶風暴泰利（英語：Severe Tropical Storm Talim，聯合颱風警報中心：WP062012，國際編號：1205，菲律賓大氣地球物理和天文管理局：Carina）為2012年太平洋颱風季第5個被命名的風暴。「泰利」一名由菲律賓提供，是尖銳及鋒利的意思。
泰利是從一個與低壓槽相關的低壓中心演變而成。在泰利形成之前，華南沿岸受一道低壓槽影響；而當低壓槽於南海北部逐漸減弱之際，在海南島東南面不足100公里處的低壓區卻發展成熱帶氣旋泰利。而泰利更是少數在南海海域東移的熱帶氣旋，在赤道反氣旋引領下由海南向東推進，最終取道臺灣海峽移至東海後減弱消散。泰利形成初期帶有「季風低壓」特徵，風力外強內弱，令華南沿岸間中吹強風；然而隨著泰利增強，季風低壓特徵亦隨之消失，香港天文台為泰利發出全年首個三號熱帶氣旋警告信號，結果發出後風力不升反跌。

## 發展過程
2012年6月16日，日本氣象廳把位於南海北面的熱帶擾動92W升級為熱帶低氣壓，並發出烈風警告。
6月16日下午8時，澳門氣象局指壹熱帶低氣壓在海南省以東的南海北部形成。
6月17日上午9時10分，香港天文台表示海南島以東海域的一個低壓區「正逐漸增強為熱帶低氣壓」。同日上午10時45分，香港天文台把該低壓區正式升為熱帶低氣壓，當時它集結在香港之西南約480公里。下午4時25分，香港天文台表示，熱帶低氣壓在下午略為增強，並開始以偏東方向移動。下午7時30分，聯合颱風警報中心發出熱帶氣旋形成警報，升至High評級，預測此熱帶擾動會朝東北或東北偏東移動，接近台灣海峽。晚上較後時間，中央氣象台升級為熱帶風暴。
6月18日凌晨，日本氣象廳亦把熱帶低氣壓升級為熱帶風暴，並命名為泰利。上午4時，澳門氣象局把泰利升為熱帶風暴。上午4時45分，香港天文台亦把泰利升為熱帶風暴。下午10時45分，香港天文台把泰利升為強烈熱帶風暴。6月18日起，風暴的北向量有所加大。
6月19日上午8時，澳門氣象局將泰利升為強烈熱帶風暴。
6月19日12时，中央气象台将泰利升级为强热带风暴。晚上，日本氣象廳亦跟隨升級。
6月20日上午8時，澳門氣象局將泰利降格為熱帶風暴。
6月20日上午8時45分，天文台把泰利降級為熱帶風暴。
6月21日，受強烈垂直風切變影響，泰利急劇減弱。上午4時35分，日本氣象廳將其降級為熱帶低氣壓。上午5時45分，天文台亦把泰利降級為熱帶低氣壓，澳門氣象局則於同日上午8時將其降格為熱帶低氣壓。同日上午11時45分，香港天文台把泰利降為低壓區。

## 影響

### 越南
環流令越南中部受大雨影響。

### 香港
當地發出之最高熱帶氣旋警告信號： 三號強風信號
6月17日，泰利形成在即，天文台在上午9時10分發出「特別天氣提示」。泰利於上午10時45分在海南東南沿岸附近增強為熱帶低氣壓，香港天文台在上午11時07分更新特別天氣提示，表示熱帶低氣壓初時移動緩慢，但當進一步增強或接近香港時，會發出熱帶氣旋警告信號。香港天文台在同日下午4時20分發出一號戒備信號，當時泰利集結在香港之西南約470公里。同日晚上8時45分，天文台表示翌日早上考慮發出三號熱帶氣旋警告信號，更呼籲家長在學童上學前留意天氣資訊，做法少見。
6月18日，泰利繼續緩慢移動，緩緩進入距離香港400公里範圍內，天文台延後發出三號信號時間至早上稍後，之後又表示「今早發出三號信號機會不大」。天文台在下午2時正再度發出「特別天氣提示」，表示下午4時至晚上8時考慮發出三號信號；之後因泰利在下午2時至4時停留不動，天文台進一步延後發出三號信號時間，表示晚上發出三號信號機會頗高。天文台在當天晚上10時40分發出三號強風信號，當時泰利集結在香港以南約360公里，並增強成強烈熱帶風暴。天文台表示三號信號會維持一段時間；但在早上7時45分，天文台表示香港會轉吹偏北風，風勢會受地形屏障阻擋，在未來數小時考慮改發一號信號。天文台在上午10時20分改發一號戒備信號，當時泰利位於香港之東南偏南約300公里。但改發一號信號後，泰利繼續接近香港。
泰利在6月19日下午5時最接近本港，在香港之東南約260公里掠過。天文台在當晚8時40分取消所有熱帶氣旋警告信號，當時泰利集結在香港之東南偏東約270公里。6月20日，受與泰利相關的西北大陸氣流影響，香港天氣酷熱，天文台錄得最高氣溫攝氏33度。天文台在當天早上8時45分發出酷熱天氣警告，同日晚上11時正取消。
風暴期間，天文台測風網絡8個指定自動氣象站只有1個錄得強風，三號信號不達標；長洲錄得最高10分鐘平均風速為每小時48公里。

### 澳門
當地懸掛最高熱帶氣旋警告信號：  一號風球
氣象站瞬間最低氣壓：980.0 hPa（6月19日下午5時37分）
風暴中心與澳門之最近距離：澳門東約300公里（6月19日上午4時）
地球物理暨氣象局於6月17日晚上7時15分懸掛一號風球。同日晚上，氣象局表示翌日清晨將視乎實際情況考慮是否改掛三號風球。
6月18日凌晨，氣象局表示早上將視乎實際情況考慮是否懸掛三號風球；同日早上，氣象局表示日間將視乎實際情況考慮是否改掛三號風球；當天下午，氣象局表示晚上將視乎實際情況考慮是否改掛三號風球。
6月19日凌晨，氣象局表示早上改掛三號風球機會不大。上午9時59分，氣象局表示一號風球將維持至晚間。晚上10時03分，氣象局表示在未來數小時將考慮除下所有風球。
6月20日凌晨4時，氣象局除下所有風球。

#### 維持一號風球原因
氣象局自從在6月17日晚掛一號風球開始，三條大橋便開始吹強風（當晚最高分別為每小時45、43及42公里的強風），令氣象局認為風勢持續並繼續增強，但在午夜前風勢緩和，6月18日凌晨的風勢未有顯著增強，加上泰利持續向東移動，所以氣象局在清晨時份未有改掛三號風球。
6月18日整日，氣象局分別在凌晨、早上及下午的熱帶氣旋消息都一直保留在下一個時段改掛三號風球的機會，原因是因為三條大橋間歇性吹強風，而市區風勢持續清勁，加上泰利路徑向持續偏東，令氣象局整日不能輕舉妄動。
6月19日凌晨至早上，澳門風勢未有顯著變化，加上泰利路徑向繼續偏東，因此氣象局表示早上改掛三號風球機會不大。並在早上表示一號風球將維持至晚間，即表示氣象局改掛三號風球機會極低。但在傍晚時，泰利路徑開始偏北，令氣象局未有在晚上除下所有風球。晚上，泰利路徑改向東北，因此氣象局要在晚上較後時段才拉長懸掛一號風球的時間直至20日凌晨4時。
這次是繼熱帶氣旋鮎魚以來，氣象局再度因為「視乎實際情況」而未有改掛較高風球的熱帶氣旋。

#### 雨量
| 氣象站         | 信號懸掛期間總雨量(毫米) |
| -------------- | ------------------------ |
| 大潭山         | 30.6                     |
| 嘉樂庇總督大橋 |                          |
| 友誼大穚(北)   |                          |
| 友誼大穚(南)   |                          |
| 西灣大橋       |                          |
| 大砲台山       | 24.6                     |
| 孫逸仙紀念公園 | 31.0                     |
| 路環分站       | 40.5                     |
| 污水處理廠     | 28.2                     |
| 海事博物館     | 26.4                     |

### 中国
全國最高熱帶氣旋警告信號： 颱風黃色預警信號

#### 福建省
全省最高熱帶氣旋警告信號： 颱風黃色預警信號

#### 廣東省
全省最高熱帶氣旋警告信號： 颱風藍色預警信號

#### 海南省
全省最高熱帶氣旋警告信號： 颱風藍色預警信號

### 臺灣
當地發出最高颱風警告：海上陸上颱風警報
中央氣象局於6月18日表示，預計6月19日清晨會接近台灣附近海域，並發出海上颱風警報，而白天可能就會發布海上陸上颱風警報。氣象預報中心副主任表示，泰利颱風的形成有「發生在梅雨季」、「在南海生成」、「往東北進行」三個特點，是中央氣象局自1948年開始記錄以來的首例。因恐引入西南氣流，造成超大豪雨，新聞媒體曾將之與八七水災及七二水災相比擬。
2012年6月19日5時30分，中央氣象局發布海上颱風警報，同日晚上20時30分發出海上陸上颱風警報。
受風暴影響，中央氣象局發出海上陸上颱風警報，行政院人事行政總處亦在網站公布停止辦公、停止上課情況，以下列出達停班停課標準的地區：
- 6月20日全日停班停課縣市：澎湖縣、雲林縣、嘉義縣大埔鄉及阿里山鄉、臺南市、高雄市、屏東縣，隨後多縣市由原先正常上班上課改宣佈停班停課：金門縣、台中市、台北市、彰化縣、南投縣、嘉義市、嘉義縣全縣。
  - 下午停班停課縣市：新竹縣、新竹市、苗栗縣、花蓮縣、台東縣、連江縣。
  - 晚間停班停課縣市：台北市、基隆市、新北市、桃園縣、宜蘭縣

6月20日臺灣鐵路管理局根據氣象局第10報預測，臺灣各地區應嚴加戒備並防強風豪雨。將南迴線自11:02開始逐步停駛和西部幹線13:17開始逐步停駛，以保障旅客安全。
6月21日凌晨由於泰利持續減弱，且至少以每小時30公里的速度離開台灣北部海面，中央氣象局於2時30分解除陸上颱風警報，隨即於5時30分解除海上颱風警報。也由於移動速度快速，氣象局將6月20日的預估雨量下修至原本預估值的一半，引來台灣民眾對中央氣象局「預測失準」的批評與苛責。以下為6月19日0時至6月21日5時出現較大雨量的地區及雨量：
| 排行 | 所在鄉鎮                 | 測站名稱 | 雨量(毫米) |
| ---- | ------------------------ | -------- | ---------- |
| 1    | 高雄市桃源區(鳳崗山苗圃) | 御油山   | 698        |
| 2    | 屏東縣春日鄉             | 大漢山   | 633        |
| 3    | 嘉義縣阿里山鄉           | 阿里山   | 432        |
| 4    | 臺南市南化區             | 關山     | 406        |
| 5    | 南投縣信義鄉             | 神木村   | 290        |

## 熱帶氣旋信號使用記錄
受影響地區之氣象部門就所發出之警告如下：

### 香港
| 香港天文台 熱帶氣旋警告信號 | 香港天文台 熱帶氣旋警告信號 | 香港天文台 熱帶氣旋警告信號 |
| --------------------------- | --------------------------- | --------------------------- |
| 上一熱帶氣旋                | 一號戒備信號                | 下一熱帶氣旋                |
| 強颱風尼格                  | 一號戒備信號                | 熱帶風暴杜蘇芮              |
| 強颱風尼格                  | 三號強風信號                | 熱帶風暴杜蘇芮              |

### 澳門
| 地球物理暨氣象局 熱帶氣旋信號 | 地球物理暨氣象局 熱帶氣旋信號 | 地球物理暨氣象局 熱帶氣旋信號 |
| ----------------------------- | ----------------------------- | ----------------------------- |
| 上一熱帶氣旋                  | 一號風球                      | 下一熱帶氣旋                  |
| 颱風尼格                      | 一號風球                      | 熱帶風暴杜蘇芮                |

### 臺灣
| 中央氣象局 颱風警報 | 中央氣象局 颱風警報 | 中央氣象局 颱風警報 |
| ------------------- | ------------------- | ------------------- |
| 上一熱帶氣旋        | 海上颱風警報        | 下一熱帶氣旋        |
| (2011年)            | 海上颱風警報        |                     |
| (2011年)            | 陸上颱風警報        |                     |

### 中国大陆
| 中央氣象台 颱風預警信號 | 中央氣象台 颱風預警信號 | 中央氣象台 颱風預警信號 |
| ----------------------- | ----------------------- | ----------------------- |
| 上一熱帶氣旋            | 颱風藍色預警信號        | 下一熱帶氣旋            |
| 待查                    | 颱風藍色預警信號        | 熱帶風暴杜蘇芮          |
| 待查                    | 颱風黃色預警信號        | 熱帶風暴杜蘇芮          |

## 外部連結
- （英文）聯合颱風警報中心首頁 （页面存档备份，存于）
- （繁體中文）中央氣象局首頁 （页面存档备份，存于）
- （日語）日本氣象廳首頁 （页面存档备份，存于）
- （繁體中文）香港天文台首頁 （页面存档备份，存于）
- （繁體中文）澳門地球物理暨氣象局首頁 （页面存档备份，存于）